# ANGELA
Angela (справжнє ім'я Альона Вікторівна Миколайчук , нар.18 січня 1991 р. у місті Житомир ) - українська співачка
, модель, переможниця конкурсів краси: «Ms Top Ukraine 2023», «Mrs Grand Queen Universe 2023», «Charity Queen of Ukraine 2023», «Miss Supertalent of the World 2019», «Miss Prestige Cannes International 2018», «Miss Continents 2017», «Miss Fashion Universe 2016», «Miss International Diamond Beauty 2015», волонтерка
.

## Життєпис
Народилася 18 січня 1991 року у місті Житомир. 
Закінчила музичну школу у Житомирі за класом фортепіано та акордеона. Випускниця школи хореографічного мистецтва «Сонечко». Навчалась у гімназії з англійським нахилом №3. У 2008 поступила в Житомирський державний технологічний університет на факультет Фінанси і кредит. В 2012 році закінчила університет і переїзджає до Києва. В 2014 році закінчила Київський національний університет імені Тараса Шевченка.
У 2016 році випустила дебютний трек "Я буду поруч". Вперше виступила на подіумі, як модель, що «співає». То був образ гарного білого ангела, який співає. Адже саме завдяки цьому образу з'явилося сценічне ім'я Angela, а через деякий деякий час з’явилось концертне шоу «Angela Show».
Згодом кар'єрний ріст дозволив співачці випускати сингли, найпопулярніші з них: «Твої очі», «Відпусти»
, «В оригіналі», «Холодне місто», «Передзвони»
, «Закохалась» та «Не ображай мене».

## Сингли
| Назва          | Автор музики | Автор тексту             | Рік  |
| -------------- | ------------ | ------------------------ | ---- |
| Я буду поруч   | О.Козлов     | В.Слепова                | 2016 |
| Не знаю        | І.Нелюбов    | Д.Сисоєв                 | 2016 |
| Я не для тебе  |              |                          | 2017 |
| Ангел          |              |                          | 2018 |
| Ніхто не зможе | А.Железняк   | Є.Скляченко              | 2019 |
| Єдиний         |              |                          | 2019 |
| Тони як лід    | Н.Гончаренко | А.Парфенов               | 2019 |
| Твої очі       |              |                          | 2019 |
| Відпусти       |              |                          | 2023 |
| В оригіналі    |              |                          | 2023 |
| Новий рік      | О.Устінов    | О.Устінов                | 2023 |
| Холодне місто  | С.Кузнєцов   | С.Кузнєцов, А.Нікіфорова | 2024 |
| Передзвони     |              |                          | 2024 |

## Нагороди та премії
Лауреат українських орденів та нагород: 
- Ордена Гетьмана Мазепепи
- «Лідер професійного фронту 2023»
- «Великі українці»
- Кубок «Досягнення року 2023»
- Орден «Лідер України», «Орден Честі»
- Орден «За громадянську доблесть»[25]
- Орден «Святої Софії»
- Орден Королеви Анни «Честь Вітчизни» заснованих міжнародною громадською організацією «Асамблея бізнесу»[26]
- «Золота зірка» культурної дипломатії за рішенням Комітету з громадських нагород України[27].

## Особисте життя
У стосунках Озаном Су. Матір двох дітей: син Алекс та Езель.